# Flexor hallucis longus
Flexor hallucis longus (FHL) är en skelettmuskel i benet. Muskeln utgör den kraftigaste av vadens bakre muskler tillsammans med m. flexor digitorum longus och m. tibialis posterior.
Muskelns ursprung är inferiora 2/3 av fibulas posteriora yta och inferiora delen av ligamentum tibiofibulare medium. Muskelns senor löper till foten med flexor digitorum longus och tibialis posteriors senor. Fästet är på basen av stortåns distala falang.
Muskeln flexerar stortån (distala falangen) och plantarflexerar foten vid vristen. Bidrar till fotens arbete vid gång.
Muskeln innerveras av n. tibialis (S1 och S3). Den ger stöd åt arcus pedis longitudinalis pars medialis.